# Otiothops alayoni
Espèce
Otiothops alayoni est une espèce d'araignées aranéomorphes de la famille des Palpimanidae.

## Distribution
Cette espèce est endémique de la province de Granma à Cuba,. Elle se rencontre à 1 106 m d'altitude sur le Pico Caracas dans la Sierra Maestra.

## Description
Le mâle holotype mesure 5,0 mm et la femelle paratype 6,3 mm.

## Étymologie
Cette espèce est nommée en l'honneur de Giraldo Alayón García.

## Publication originale
- Cala-Riquelme & Agnarsson, 2014 : A new species of Otiothops MacLeay (Araneae: Palpimanidae: Otiothiopinae) from Cuba. Arachnology, vol. 16, no 6, p. 193-194.